# Váczi Gergő
Váczi Gergely (Budapest, 1977. június 2.) magyar újságíró, televíziós műsorvezető.

## Élete
Faipari technikumi végzettséget szerzett, majd az SZTE Budapest Média Intézetében tanult tovább. 1998-ban egy luxushajón volt felszolgáló. Nyolc hónap alatt volt Alaszkában, Hawaii-on, San Diegóban, valamint látta a Panama-csatornát és a Karib-tengert.
1999-ben lett a ATV bemondója. Ezt követően a SATeLIT Televíziónál Híradót vezetett. 2002 óta dolgozik a TV2-nél.
2018 januárjától a Tények műsorvezetője. Nős, két gyermek édesapja. Dóra 2009-ben, Blanka 2011-ben született.

## Műsorai
- Kapcsoltam
- Magellán
- Aktív
- Aktív Extra
- Favorit
- Észbontó
- Top Speed
- Tények
- Mokka
- Szeretet.éhség.